# Metoda lova, označevanja in ponovnega ulova
Metoda lova, označevanja in ponovnega ulova (iz angleškega izraza capture-mark-recapture ali mark-recapture), s krajšavo tudi CMR, je statistična metoda, ki se jo uporablja v bioloških znanostih za preučevanje populacij prostoživečih živali.

## Princip
Metoda lova, označevanja in ponovnega ulova je še posebej primerna za kvantitativno vrednotenje populacij živali, kjer točno število ni znano in ga ni mogoče (enostavno) določiti. Takšne so predvsem velike populacije, kjer ni smiselno, da bi raziskovalec prešteval večje količine različnih osebkov.

### Postopek
Metoda temelji na postopku, pri katerem terenski raziskovalec ulovi naključen delež populacije in vsakega izmed pridržanih osebkov označi (markira) s specifično neškodljivo oznako, ki mora na živali zdržati določeno obdobje. Zabeleži si tudi število ulovljenih in markiranih posameznikov. Nato vse označene živali izpusti na mestu ulova. Po poljubnem pretečenem času (odvisno od vrste živali) se strokovnjak znova odpravi na isto mesto poprejšnjega ulova in vnovič izvede lov na osebke iste populacije. Med ulovljenimi posamezniki prešteje osebke, ki imajo na sebi oznako preteklega označevanja, in živali, ki jih je ulovil prvič.

## Računanje
Postopek izračunavanja temelji na razmerju med različnimi skupinami osebkov znotraj preučevane populacije. Enota je en osebek. Pri najosnovnejši obliki metode so ključni štirje parametri.
Z B se označi (neznano) število vseh osebkov raziskovane populacije. S črko A se zaznamuje število živali, ki jih je raziskovalec markiral pri prvem ulovu. Med markiranimi osebki prvega ulova in številom vseh osebkov v populaciji velja naslednje razmerje:
{\displaystyle {\frac {A}{B}}}
Ob ponovnem ulovu se uvedeta dva nova parametra; s črko b se zaznamuje število vseh ulovljenih osebkov (ne gleda na morebitno prisotnost označbe). S simbolom a se označi število ponovno ulovljenih osebkov – torej takih živali, ki imajo na sebi oznako markiranja. Tudi med tema dvema količinama velja razmerje:
{\displaystyle {\frac {a}{b}}}
Ključna predpostavka metode lova, označevanja in ponovnega ulova je sklep, da bo pri tipični populaciji po določenem pretečenem času mogoče enačiti obe razmerji. Prej označene in izpuščene živali naj bi se namreč po določenem obdobju pomešale z neoznačenimi pripadniki populacije. Posledično bosta razmerji med markiranimi osebki in vsemi osebki populacije ter markiranimi osebki drugega ulova in vsemi osebki drugega ulova približno enaki. Veljala naj bi torej enakost:
{\displaystyle {\frac {a}{b}}={\frac {A}{B}}}
Pri relativnem določanju velikosti je uporabna naslednja predpostavka: pri velikih populacijah je manjša verjetnost, da bodo ponovno ulovljeni osebki na sebi imeli oznako, medtem ko je za manjše populacije precej verjetno, da bo večji delež ulovljenih živali na sebi že imel označbo. S pomočjo gornje enakosti je moč izračunati približno število osebkov izbrane populacije.
{\displaystyle {B}={\frac {Ab}{a}}}

### Primer
V namišljeni populaciji je bilo ulovljenih in označenih 10 živali. Po dveh dneh, ko so se markirani osebki pomešali z neoznačenimi posamezniki, se je izvedel vnovičen lov. Med 20 ulovljenimi živalmi je bilo 5 že označenih.
{\displaystyle {B}={\frac {10*20}{5}}=40}
V populaciji opisanega primera je predvidoma 40 živali.

## Predpostavke
Najenostavnejša različica opisane metode predpostavlja:
- če v drugem ulovu ni označenih osebkov (a = 0), rezultata zaradi računskih pravil (delitve neničelnega števila z 0) ni mogoče pridobiti[2]

- v času preučevanja se v raziskovani populaciji ne odvijata priseljevanje (imigracija) in izseljevanje (emigracija)[2][4][5]
- umrljivost (mortaliteta) in rodnost (nataliteta) sta enaka 0 – rezultati so namreč manj zanesljivi, če v tem obdobju pogine nekaj osebkov ali se število posameznikov v populaciji poveča zaradi rojstev[2][4][5]
- oznaka mora na živali ostati vse do ponovnega vzorčenja[2][4][5]
- označba posameznikom nikakor ne sme škoditi – poleg etičnih razlogov je namreč ključno, da prisotnost označbe na živali ne spremeni verjetnosti, s katero bo posameznik znova ulovljen (npr. da bi bilo označene osebke lažje uloviti kot neoznačene), ali živali ne naredi ranljivejše za plenilce[2][4][5]